# سالم (نابلس)
سالم هي قرية فلسطينيّة تقع في محافظة نابلس وتبعد عنها حوالي 6 كم، على ارتفاع 515 مترًا عن سطح البحر. تبلغ مساحة القرية 10,466 دونم، يحدها من الشرق بيت دجن، ومن الشمال والغرب دير الحطب ومن الجنوب بيت فوريك وبيت دجن.

## التسمية
يُقال أَن كلمة «سالم» هي تحريف لكلمة «سالمة» السريانيَّة بمعنى مكان الأصنام، ويُعتقد أَنَه كان في هذهِ القرية أصنام للعبادة في العهد الكنعاني، وسُمّيَت في العهدِ الكنعاني «سانيم».

## الأماكن الأثرية والدينية
- مسجد عمر بن الخطاب
- مسجد عز الدين القسام
- مسجد سالم القديم والذي يبلغ عمره أكثر من مئة عام
- مقام الشيخ نصر الله

## السكان
بلغ عدد سكان القرية حسب الجهاز المركزي للأحصاء الفلسطيني في عام 2007، 4,986 نسمة من الذكور و 2,535 نسمة من الإناث، ويبلغ عدد الأسر 841 أسرة، وعدد الوحدات السكنية 923 وحدة.

## الإقتصاد
يعتمد الإقتصاد في القرية على عدة قطاعات واهمها قطاع الوظائف العامة والخاصة، والذين يشكلون حوالي 45% من القوى العاملة في القرية، ويشكل قطاع الزراعة حوالي 25% من القوى العاملة في سالم، ومن ثم العمل في الداخل المحتل حيث يشكل حوالي 10% من الأيدي العاملة في القرية، و10% في قطاع التجارة، 5% في قطاع الصناعة و5% في قطاع الخدمات.

## الزراعة
تبلغ مساحة القرية حوالي 10,466 دونما، منها 5,669  دونم هي أراض قابلة للزراعة و 469 دونما أراض سكنية، يواجه قطاع الزراعة في سالم العديد من المشاكل منها عدم توفير رأس مال كافي للمزارعين، وعدم توفر مصادر المياه للري، قلة الجدوى الإقتصادية من العمل في قطاع الزراعة.

## التعليم
بلغت نسبة الأمية لدى سكان القرية عام 2007، حوالى  8.2 %، شكلت نسبة الإناث منها 78.9 %. ومن مجموع السكان المتعلمين، كان هناك 16 % يستطيعون القراءة والكتابة، 24.5 % انهوا دراستهم الابتدائية، 27 % انهوا دراستهم الإعدادية، 15.4 % أنهوا دراستهم الثانوية، و9% أنهوا دراستهم العليا. يوجد في القرية أربع مدارس حكومية يتم إدارتها من قبل وزارة التربية والتعليم العالي الفلسطينية، ويوجد ايضاً روضة للأطفال.

## الصحة
يوجد في القرية العديد من المراكز الصحية، يوجد عيادة طبيب عام وخاصة، وصيدلية خاصة، عيادة طب اسنان. في حال عدم توفر الخدمات الصحية المطلوبة في القرية فإن المرضى يتوجهون إلى مستشفى رفيديا الحكومي والمستشفى الوطني الحكومي في مدينة نابلس.

## ادارة القرية
تم تأسيس مجلس قروي في سالم عام 1994 م، ويتكون المجلس الحالي من 9 أعضاء، تم تعيينهم من قبل السلطة الوطنية الفلسطينية.

## التاريخ
كانت القرية مأهولة بالسكان في العصر البرونزي المبكر الأول ، والعصر الحديدي الثاني ، والعصر الهلنستي ، والعصر الروماني ، والعصر البيزنطي ، والعصر الأموي ، والعصر الصليبي / الأيوبي. في عام 1882، تم اكتشاف آثار أطلال، وصهاريج ، وخزان مدمر، ومقبرة من المقابر المنحوتة في الصخر.
يعود تاريخ القرية إلى العصر البرونزي الأوسط. كانت قريبة من مدينة شكيم الكنعانية القديمة.

### العصر العثماني
في عام 1517، تم دمج قرية سالم في الإمبراطورية العثمانية مع بقية فلسطين. وفي عام 1596 ظهرت في سجلات الضرائب العثمانية كقرية في ناحية جبل القبلة في نابلس. كان عدد سكانها 42 أسرة، كانو سكان القرية يدفعون معدل ضريبة ثابت قدره 33.3% على المنتجات الزراعية، بما في ذلك القمح والشعير والمحاصيل الصيفية والزيتون والماعز أو خلايا النحل، وعلى معصرة الزيتون أو العنب، بإجمالي 10432 آقجة.
في عام 1838، أشار روبنسون إلى أن سالم هي قرية تقع في نفس المنطقة التي تقع فيها قريتا عزموط ودير الحطب، وكانت جميعها جزءًا من قضاء البيتاوي، شرق نابلس.
في عام 1882، وصف مسح مؤسسة أبحاث فلسطين لفلسطين الغربية قرية سالم بأنها قرية صغيرة، ولكنها قديمة بشكل واضح، محاطة بأشجار الزيتون ولها نبعان إلى الشمال.

### عصر الإنتداب البريطاني
في تعداد فلسطين عام 1922 الذي أجرته سلطات الانتداب البريطاني ، بلغ عدد سكان القرية 423 نسمة، بينما في تعداد عام 1931 بلغ عدد سكان سالم 490 نسمة.
في إحصاءات عام 1945 بلغ عدد سكان سليم 660 نسمة، ومساحتها 10293 دونمًا، وفقًا لمسح رسمي للأراضي والسكان. ومن هذه المساحة، كانت 229 دونمًا من المزارع والأراضي القابلة للري، و5158 دونمًا تستخدم لزراعة الحبوب، في حين كانت 24 دونمًا من الأراضي المبنية.

### العصر الأردني
خلال حرب عام 1948، كانت المنطقة تحت سيطرة وحدات من الجيش العراقي. وفي أعقاب الحرب العربية الإسرائيلية عام 1948، أصبحت قرية سالم تحت الحكم الأردني.

### ما بعد 1967
منذ حرب الأيام الستة عام 1967، أصبحت قرية سالم تحت الاحتلال الإسرائيلي، تم تصنيف 27% من أراضي القرية على أنها أراضي المنطقة ب، في حين أن 73% المتبقية تقع في المنطقة ج.